# يوشينوبو مينووا
يوشينوبو مينووا (باليابانية: 箕輪 義信) (2 يونيو 1976 في كاواساكي في اليابان – )؛ هو لاعب كرة قدم ياباني سابق كان يلعب كمدافع. سبق له أن لعب مع منتخب اليابان.

## وصلات خارجية
- يوشينوبو مينووا على موقع رابطة كرة القدم اليابانية للمحترفين (اليابانية)
- يوشينوبو مينووا على موقع قاعدة بيانات كرة القدم.إي يو (الإنجليزية)
- يوشينوبو مينووا على موقع ناشيونال فوتبول تيمز (الإنجليزية)
- يوشينوبو مينووا على موقع Soccerway.com (الإنجليزية)
- يوشينوبو مينووا على موقع عالم كرة القدم.نت (الإنجليزية)

- National Football Teams
- Japan National Football Team Database